# 대빈묘
대빈묘(大嬪墓)는 대한민국 경기도 고양시 덕양구 용두동의 서오릉 경내에 있는 조선의 제19대 왕 숙종의 후궁 희빈 장씨의 무덤이다.

## 개요

### 묘호
조선의 제19대 왕인 숙종(肅宗)의 후궁이자 계비이며, 조선의 제20대 왕인 경종(景宗)의 생모인 희빈 장씨(禧嬪 張氏)의 무덤으로 정식 묘호는 옥산부대빈묘이다.
1701년 무고의 옥(=신사옥사)으로 자진한 희빈 장씨의 본래 묘호는 희빈장씨묘였으나, 경종2년에 신임사화로 노론을 정계에서 축출한 경종이 어머니 장씨를 옥산부대빈으로 추존하여 묘호가 옥산부대빈묘로 교체되었다.
이후 영조 29년에 영조가 사친을 왕후로 추숭할 뜻을 포기하고 본래의 작호에 두 글자의 시호만이라도 더해주길 간청하니 이에 숙빈 최씨는 화경의 시호를 얻었으며 영조는 숙빈최씨묘를 원(園)으로 봉원(封園)하여 장씨의 무덤보다 격을 높이는 것으로 스스로를 위로했다. 조선시대에 원이 쓰인 것은 이때가 두 번째이다. 2년 뒤, 영조는 대역죄인인 여천군 이증의 집에 원종(=정원대원군)의 사친인 인빈 김씨의 신주가 모셔져 있는 것이 온당치 않다며 옮기게 하였다가 다시 두 왕자의 신주와 함께 한 신당에서 봉사를 받는 것도 온당치 않다고 하여 따로 사당을 세우도록 하였는데 이때 이 사당을 봉궁하면서 인빈 김씨에게도 두 글자의 시호를 더하고 묘 역시 봉원하였다. 이후 영조40년, 영조가 각별히 총애하던 후궁 영빈 이씨가 사망하자 영조는 훗날 정빈 이씨(효장세자의 사친)의 묘와 영빈 이씨의 묘를 봉원토록 하라는 글을 적어 해조에 간수토록 하고 영빈 이씨의 무덤만 원의 형태로 조성하여 의열원이라 불렀다. 이로 인해 1등 후궁 혹은 세자의 사친의 무덤 역시 봉원될 조짐이 있었으나, 영조의 사후에 즉위한 정조가 자신의 법부로서 왕으로 추숭한 진종(효장세자)의 사친인 정빈 이씨의 무덤만 봉원하고, 왕의 사친도 아닌 영빈 이씨의 무덤을 함께 봉원하는 것은 가당치 않다고 하여 다시 묘로 격을 내려버림으로써 이때부터 선왕의 후궁으로서 왕의 사친이 된 여인의 무덤은 봉원하는 것이 제도가 되었다. 실제로는 영조가 숙빈 최씨의 묘를 봉원하기에 앞서 자신의 부모를 높이기 전에 3대조를 먼저 혹은 함께 높인다는 유교의 법칙에 따라 선왕인 경종의 사친의 무덤인 대빈묘가 먼저 봉원되었어야 마땅하지만 영조가 장씨에게 감정이 나빴으며 당시 집권당도 노론이었기에 당시에는 물론 이후 인빈 김씨의 묘와 정빈 이씨의 묘가 봉원될 때도 누락되어 그 후로도 묘로 남았다. 현대 사전에는 고종시대의 기준에 맞춰 원(園)을 세자 부부와 왕의 사친의 무덤으로 간략하게 정의하고 있는데, 이것이 오인되어 조선 초기부터 원이 존재하여 세자 부부의 무덤으로 쓰였으며 이후 왕의 사친의 무덤으로 쓰였지만 장씨는 죄인이기에 묘로 남은 것이라고 잘못 해석되기도 한다.

### 조선 시대
1701년 음력 10월 8일 사사된 희빈의 무덤은 처음에 양주 인장리(仁章里, 지금의 경기도 구리시 일대)에 있었다. 그러나 여러 사람들이 묘자리가 불길하고 결점이 많다고 하여 1718년(숙종 44년) 음력 2월 20일 숙종은 희빈의 묘를 천장할 것을 명한다. 이후 당시 예조참의가 1년여 간이나 경기도 내에서 길지를 찾아 헤맨 끝에 그해 음력 12월 장소가 수원 청호촌(靑好村)과 광주 진해촌(眞海村, 지금의 경기도 광주시 문형동)의 두 곳으로 좁혀졌고, 최종적으로 찬반 양론이 있던 수원보다는 광주 진해촌이 좋겠다는 숙종의 결정에 따라 진해촌으로 옮겼다. 이듬해인 1719년(숙종 45년) 천장이 완료되었는데, 천장 때에는 세자(경종)와 세자빈 어씨(선의왕후)가 망곡례를 거행하였다. 한편 희빈의 묘가 천장될 때에는 희빈의 첫 며느리인 단의빈 심씨(단의왕후)의 상중이었는데, 세자는 상중에 생모의 묘를 옮기면서 생모의 복권을 시도하려 했다는 해석도 있다. 실제로 희빈은 1722년(경종 2년) 음력 10월 10일 옥산부대빈(玉山府大嬪)으로 추존되고, 절기마다 제사를 받게 되었다.

### 현대
그러나 현대에 들어오면서 희빈의 묘는 거의 폐허와 다름없는 상태로 방치되어 있었다. 이후 1969년 묘소를 통과하는 도로가 생기는 바람에 지금의 경기도 고양시 덕양구 용두동의 서오릉(西五陵) 경내로 이전하였다. 서오릉에는 숙종의 정비 인경왕후 김씨(仁敬王后 金氏)의 능인 익릉(翼陵), 숙종과 계비 인현왕후 민씨(仁顯王后 閔氏) 및 인원왕후 김씨(仁元王后 金氏)가 함께 묻혀있는 명릉(明陵)이 있는데, 여기에 희빈의 묘까지 들어오면서 숙종과 그 왕비 4명은 모두 같은 곳에 묻히게 되었다.

### 묘의 구성
묘소는 봉분 주위를 곡담이 둘러싸고 있으며, 장명등(長明燈)과 문인석(文人石) 한 쌍이 배치되어 있다. 보통 후궁들의 묘소 중 '원(園)'에는 문인석과 석마(石馬) 등이 갖춰져 있으나, 대빈묘에는 석마 등이 없는 것이 특징이다. 또 희빈의 묘는 서오릉 경내에서도 매우 구석진 곳에 자리하고 있으며, 규모도 작을 뿐 아니라 전체적인 석물이나 분위기 등이 사대부가의 묘보다도 못하다고 한다.

### 기타
대빈묘는 1970년 5월 26일 문화재청에서 서오릉을 사적 제198호로 지정할 때 함께 포함되어 지정되었다. 무덤의 면적은 1,829.792m2이다.

## 기타
- 대빈묘 봉분에서 약 7m정도 떨어진 거리에 커다란 바위가 자리잡고 있는데, "바위로 묘역을 눌러야 희빈의 억센 기를 누를 수 있다."며 가져다 놓은 바위라는 소문이 있었다[24].
- 2008년 경 대한민국의 인터넷 상에서, 대빈묘를 찾아가면 남자친구가 없는 여성에게 남자친구가 생긴다는 소문이 떠돌기도 하였다[27].
- 경기도 광주시 문형동에 있는 원래 희빈의 묘자리는 현재 사유지로 지정되어 있으며, 별다른 시설물이 없이 공터로 남아있다[28].
- 역시 숙종의 후궁이면서 희빈과는 경쟁 관계를 형성하기도 했던 영조의 생모 숙빈 최씨(淑嬪 崔氏)의 무덤은 서오릉이 아닌 경기도 파주시 광탄면에 홀로 떨어져있다. 숙빈의 무덤에는 소령원(昭寧園)이라는 묘호가 붙었다[29].

## 같이 보기
- 희빈 장씨
- 조선 숙종
- 인현왕후
- 숙빈 최씨
- 조선 경종
- 조선 영조
- 서오릉